# Закон Клейтона

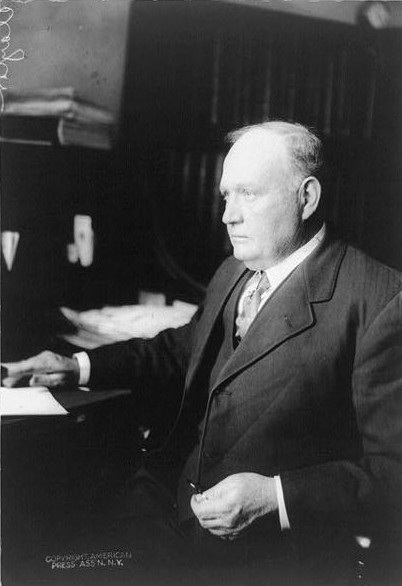
Конгрессмен от Алабамы Клейтон, Генри, автор закона

Антимонопольный закон Клейтона (англ. Clayton Antitrust Act 1914) — федеральный закон США, регулирующий деятельность трестов. Был принят Конгрессом 5 июня 1914 и подписан президеньтом Вудро Вильсоном 15 октября. Получил своё название по фамилии автора — члена Палаты представителей от Алабамы Генри Клейтона. Конгрессмены стремились ограничить власть монополий и поддержать рыночную экономику, так как к началу XX века крупные корпорации смогли монополизировать целые секторы экономики, используя недобросовестную конкуренцию для разорения местных предприятий. Закон Клейтона усилил антимонопольный закон Шермана 1890 года, который не смог эффективно отрегулировать деятельность корпораций из-за своих расплывчатых формулировок, которые предоставили корпорациям многочисленные лазейки, позволяющие крупному бизнесу заключать формально законные, но вредные для конкуренции сделки. Несмотря на антимонопольную деятельность президентов Теодора Рузвельта и Уильяма Говарда Тафта, к 1913 конгрессменам казалось, что корпорации продолжают усиливаться и имеют слишком большое влияние на экономику.
Закон Клейтона запретил любые действия фирм, способствующих снижению конкуренции. Нарушение закона объявлялось тяжким преступлением и наказывалось штрафами, разделением компаний и тюремными сроками. Закон гарантировал создание Федеральной торговой комиссии для контроля над трестами. Акт запрещал некоторые деловые практики, способствовавшие образованию монополий, такие как дискриминационные соглашения о перевозке грузов (фрахт) и распределение территорий сбыта между конкурентами. В отличие от Акта Шермана закон освобождал от преследований организации фермеров и рабочих, которые ранее обвинялись в нарушении свободной конкуренции. Закон действует в США по сей день и является основой антимонопольного законодательства.
Два раздела закона Клейтона впоследствии были изменены посредством принятия актов Робинсона-Патмана 1936 года и Селлера-Кефовера 1950 года.